# 日出英輔

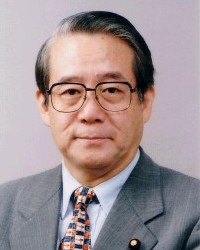

日出 英輔（ひので えいすけ、1941年（昭和16年）7月19日 - 2012年（平成24年）1月15日）は、日本の政治家。正四位。参議院議員（1期）。宮城県生まれ。

## 来歴
気仙沼市出身。宮城県気仙沼高等学校、東北大学法学部卒。1964年 農林省に入省。1994年 農林水産省農蚕園芸局長に就任。農林漁業金融公庫理事を経て、1998年 参議院議員に立候補し、当選。2002年 外務大臣政務官に就任。しかし2004年の参議院議員選挙で落選。
2012年1月15日に胆嚢がんのため死去。

## 略歴
- 1963年（昭和38年）9月23日、国家公務員採用上級（甲種）試験法律職合格[2]。
- 1964年（昭和39年）4月、農林省入省。
- 1978年（昭和53年）、渡辺美智雄農水相の元で大臣秘書官を務める。
- 1979年（昭和54年）12月1日、農林水産省畜産局流通飼料課長[3]。
- 1982年（昭和57年）6月10日、農林水産省構造改善局農政部管理課長[4]。
- 1984年（昭和59年）7月6日、農林水産省農蚕園芸局企画課長[5]。
- 1985年（昭和60年）8月5日、食糧庁管理部企画課長[6]。
- 1988年（昭和63年）8月10日、農林水産省大臣官房文書課長[7]。
- 1990年（平成2年）4月16日、農林水産省大臣官房企画室長[8]。
- 1991年（平成3年）5月1日、農林水産省構造改善局農政部長[9]。
- 1992年（平成4年）7月21日、農林水産省大臣官房総務審議官[10]。
- 1994年（平成6年）2月16日、農林水産省農蚕園芸局長[11]。
- 1996年（平成8年）1月10日、農林水産省農産園芸局長辞職。農林漁業金融公庫理事。
- 1997年、農林漁業金融公庫退職。
- 1998年（平成10年）7月12日、第18回参議院議員通常選挙に比例区で自由民主党から立候補して当選[12]。
- 2000年（平成12年）6月、社団法人漁業信用基金中央会会長。
- 2001年、自由民主党国際局次長。
- 2002年、自由民主党参議院政調副会長
- 2002年（平成14年）10月4日、外務大臣政務官[13]。
- 2003年（平成15年）9月25日、外務大臣政務官依願免官[14]。
- 2004年（平成16年）、第20回参議院議員通常選挙で落選した。
- 2012年（平成24年）1月15日、正四位に叙される[15]。
- 晩年には地域活性化研究会会長、特定非営利活動法人ふるさとテレビ理事長、社団法人 漁業信用基金中央会会長を務めた。